# وی‌وای
وی‌وای (انگلیسی: Vy) شرکت ترابری نروژی است، که در سال ۱۹۹۶ تأسیس شد.